# Abisai (personaje bíblico)

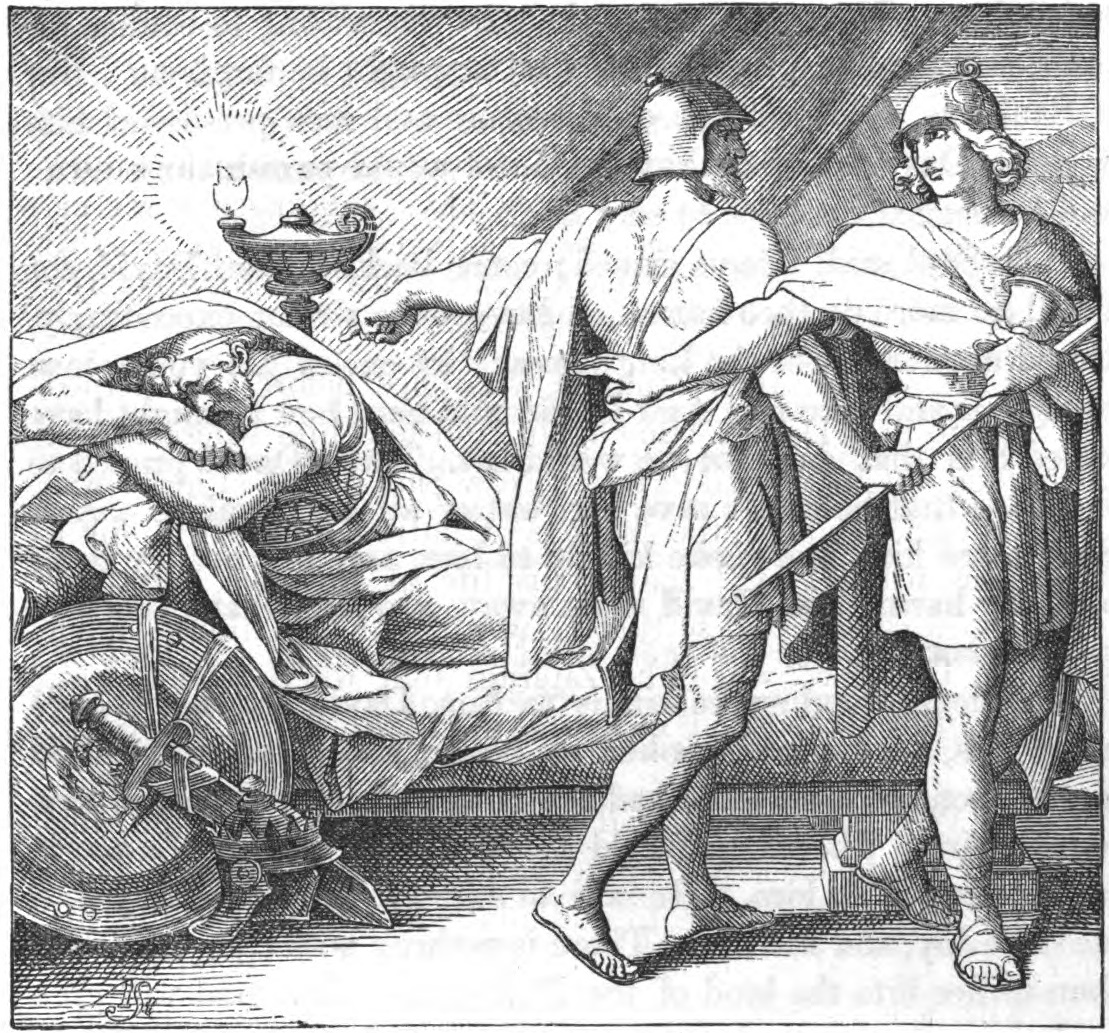
Una ilustración de 1873 de Abisai (centro) animando a David (derecha) a atacar a Saúl.

Abisai fue un líder militar bajo el mando del rey bíblico David. Era el hijo mayor de la hermana de David, Zeruías. Según Josefo (Antigüedades, VII, 1, 3), su padre se llamaba Suri. El significado de su nombre es «padre de un regalo».  Era hermano de Joab y Asael.
Abisai fue el único que acompañó a David cuando fue al campamento del rey Saúl y le quitó la lanza y la botella de agua mientras dormía.
Después de una batalla entre Judá e Israel, su hermano Asael persiguió al general del ejército del norte, Abner, y fue asesinado por la parte trasera de la lanza de Abner. Joab y Abisai se enfurecieron por la muerte de Asael y más tarde asesinaron a Abner. David negó su responsabilidad en el asesinato, dirigió un lamento nacional por Abner y pronunció una maldición sobre Joab y Abisai, diciendo: «Estos hombres, los hijos de Zeruías, son demasiado duros para mí; el Señor recompense al malhechor según su maldad».
Abisai tenía el mando de una de las tres divisiones del ejército de David en la batalla con Absalón. Era el comandante y el «más honrado» del segundo rango de los oficiales de David, por debajo de los tres «hombres poderosos».  En una ocasión, se enfrentó a 300 hombres y los mató con su propia lanza. 
Abisai mató al gigante filisteo Ishbi-benob, que amenazaba la vida de David.   En la Haggadah, este incidente se detalla con detalles milagrosos. El tratado del Sanedrín en el Talmud dice que Orfa (madre de Goliat e Ishbi-benob) fue asesinada por el general del rey David, Abisai, el hijo de Zeruiah, con su propio huso.